# Lillefjärd
Lillefjärd är en sjö i Mönsterås kommun i Småland och ingår i Emån-Alsteråns kustområde. Sjön har en area på 0,104 kvadratkilometer och ligger 0,1 meter över havet.

## Delavrinningsområde
Lillefjärd ingår i det delavrinningsområde (632250-154392) som SMHI kallar för Rinner till Mönsteråsområdet sek namn. Medelhöjden är 2 meter över havet och ytan är 1,77 kvadratkilometer. Det finns inga avrinningsområden uppströms utan avrinningsområdet är högsta punkten. Avrinningsområdets utflöde mynnar i havet, utan att ha någon enskild mynningsplats.